# ليليبت ليلي ديانا مونتباتن وندسور
ليليبت ليلي ديانا مَونتباتن وِندسور (بالإنجليزية: Lilibet "Lili" Diana Mountbatten-Windsor) (مَن مواليد 4 يونيو 2021) هي ابنة هاري دوق الساسكس وزوجته ميجان دوقة الساسكس. هي السابعة على ترتيب خلافة العرش في المملكة المتحدة. ولدت ليليبيت في 4 يونيو 2021 في مستشفى سانتا باربرا في محل السانتا باربرا في الأمريكا وكان أول نبيل إنجليزي ولد في أمريكا.
ولدت الاميرة ليليبت في مستشفى سانتا باربرا الريفي في سانتا باربرا، كاليفورنيا، في 4 يونيو 2021 الساعة 11:40 بتوقيت المحيط الهادئ. تم الإعلان عن ولادتها مع اسمها بعد يومين. سميت على اسم جدتها الكبرى، الملكة إليزابيث الثانية، التي أطلق عليها عائلتها اسم "ليليبيت" وجدتها لأبيها، ديانا، أميرة ويلز. لقبها هو "ليلي". لديها أخ أكبر، أرتشي.
تم تعميدها في الكنيسة الأسقفية، إحدى مقاطعات الطائفة الأنجليكانية، في خدمة خاصة في منزل والديها في 3 مارس 2023.
تنحدر ليليبت من العائلة المالكة البريطانية ولها أصول مختلطة الأعراق، ولها نسب أمهات أفريقية وأوروبية. لديها جنسية مزدوجة للولايات المتحدة والمملكة المتحدة. تقيم العائلة بشكل أساسي في مونتيسيتو، كاليفورنيا.
في ديسمبر 2021، تم نشر أول صورة ليليبت للجمهور كبطاقة عيد ميلاد من والديها.
التقت ليليبت بجدتها الكبري الملكة إليزابيث الثانية وجدها الملك تشارلز الثالث شخصيًا لأول مرة عندما سافرت العائلة إلى لندن لحضور اليوبيل البلاتيني لإليزابيث الثانية في يونيو 2022
ليليبت هي السابعة في خط خلافة العرش البريطاني (الثامنة وقت ولادتها) وهي أعلى مرتبة في خط الخلافة الحالي من الذين ولدوا في الخارج.
عند تولي تشارلز الثالث، أصبح من حق ليليبت استخدام لقب "أميرة" وأسلوب "صاحبة السمو الملكي" باعتباره ابنًا لابن الملك، وفقًا لبراءة اختراع أصدرها الملك جورج الخامس في عام 1917. ومع ذلك، ذكرت المصادر أنه من غير الواضح ما إذا كانت ستستخدم هذا اللقب كان بيان المتحدث باسم والدي ليليبت في 8 مارس 2023 يؤكد فيه تعميدها قبل ذلك بأيام كانت المرة الأولى التي استخدم فيها والداها لقب "الأميرة" علنًا، مع الإشارة إليها باسم "الأميرة ليليبيت ديانا". تم تحديث الموقع الرسمي للعائلة المالكة لاستخدام عبارة "أميرة ساسكس ليليبت" في 9 مارس 2023.